# Brouillard de guerre
Pour les articles homonymes, voir Brouillard (homonymie).
Le brouillard de la guerre (en allemand : Nebel des Krieges) est le degré d'incertitude dans lequel se déroule la guerre. L'expression est de Carl von Clausewitz.

## Dans le domaine militaire

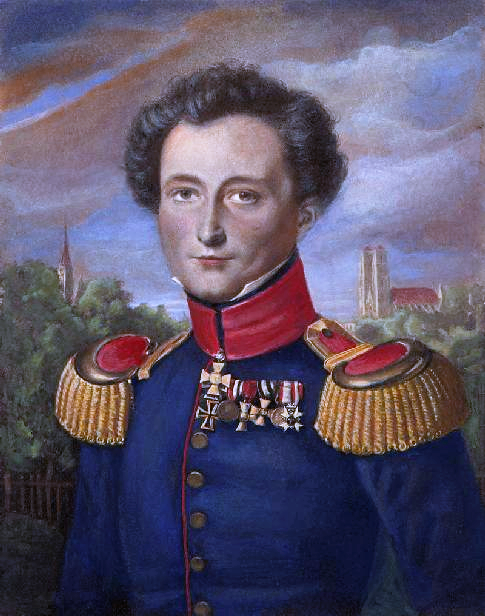
Portrait de Carl von Clausewitz, général prussien et auteur de l'ouvrage "De la guerre" (Vom Kriege).

« Brouillard de guerre » est un terme utilisé pour décrire l'absence ou le flou des informations pour des participants à des opérations militaires. Le terme se rapporte à l'incertitude des belligérants quant à leurs propres capacités, celles des adversaires, la position des forces et ses objectifs.
L'expression provient de la métaphore utilisée par le général prussien Carl von Clausewitz pour décrire l'incertitude avec laquelle les décisions doivent être prises, dans son ouvrage De la Guerre (Vom Kriege), où il écrit :

« La grande incertitude [liée au manque] d'informations en période de guerre est d'une difficulté particulière parce que toutes les actions doivent dans une certaine mesure être planifiées avec une légère zone d'ombre qui (…) comme l'effet d'un brouillard ou d'un clair de lune, donne aux choses des dimensions exagérées ou non naturelles. »

— Carl von Clausewitz, De la guerre
Cette notion est à rapprocher du récit que fit l'écrivain Stendhal de la bataille de Waterloo dans La Chartreuse de Parme, décrivant la banalité, l’incohérence et le chaos dissimulant les événements et la stratégie du commandement.

## En philosophie contemporaine
Selon le philosophe Florent Schoumacher, dans les sociétés de l' hypermodernité, en Occident, le contrat social dispose que nous sommes obligés d'employer  des « simulacres ». Nous y sommes portés par  l'hybris. Cependant, la notion contemporaine de simulacre suppose que nous avons tous un rapport biaisé à la réalité du monde, non pas parce que la réalité n’est pas accessible, mais parce que nous souhaitons ne pas voir les choses telles qu’elles paraissent. Le philosophe souligne  pourtant  que notre capacité d'aphairesis, notre capacité de représentation du monde, existe bel et bien.

« Le simulacre n’est pas une simulation, il ne nous montre pas un monde illusoire différent, il nous montre une herbe juste plus verte, il efface les écueils, nous présente le meilleur jour, ce sont des lunettes correctives, une forme de domination, le filtre joyeux de nos vies mornes. C’est notre filtre photographique du quotidien. (...) Le simulacre en société hypermoderne est le garant de la « taxis » (τάξις), de l’ordre établi. C’est une sorte de « brouillard de guerre » comme l’aurait dit Clausewitz. (...). »

## Dans la culture populaire

### Jeux de stratégie(wargames)
Le « brouillard de la guerre » apparaît dans le premier Kriegsspiel (jeu de guerre) élaboré par George Leopold baron von Reisswitz (Taktisches Kriegs-Spiel, 1812).

### Jeux vidéo

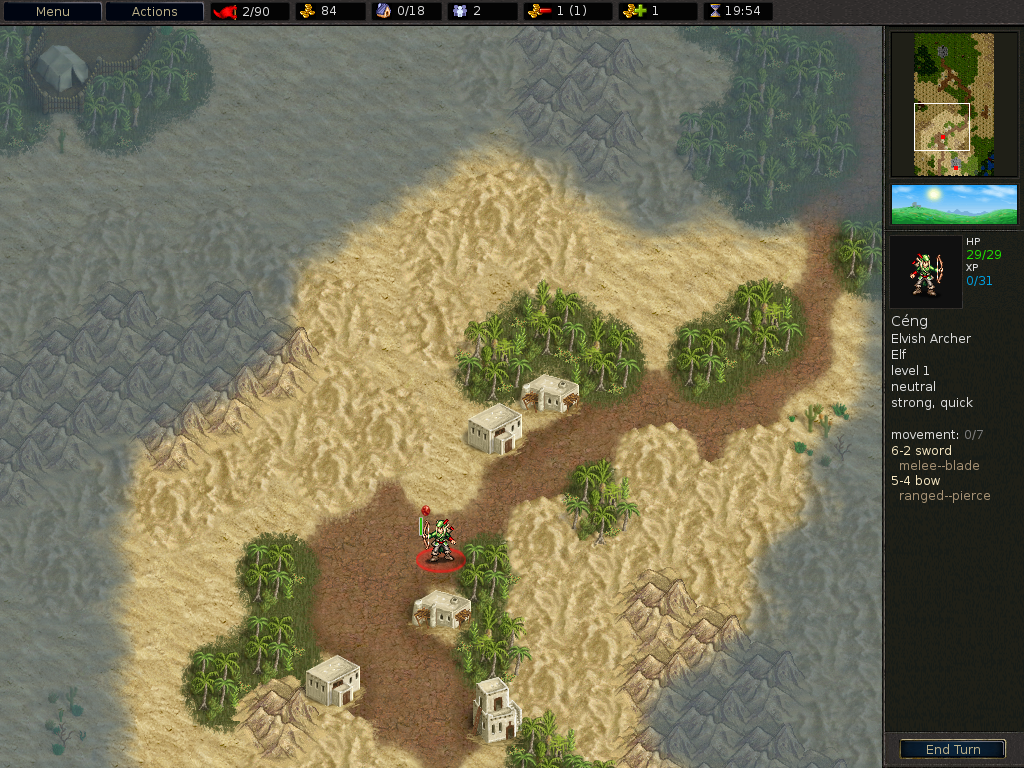
Exemple de brouillard de guerre dans le jeu Battle for Wesnoth. Les zones grisées sont hors du champ de vision de l'unité.

Le brouillard de guerre est aussi utilisé en jeu vidéo, notamment dans les jeux de stratégie en temps réel et les arènes de bataille en ligne multijoueur. C'est un élément de gameplay dissimulant les ennemis présents sur des terrains dont le joueur n'a pas la vision.
La notion apparait par exemple dans les jeux Advance Wars et Advance Wars 2: Black Hole Rising.

### Cinéma
- Brume de guerre, documentaire d'Errol Morris.